# „Георги Аспарухов“ (стадион)
 Тази статия е за стадиона.  За футболиста вижте Георги Аспарухов.  За други значения вижте „Георги Аспарухов“ (стадион) (пояснение).
„Георги Аспарухов“, известен още и като „Герена“ е български футболен стадион в София. Намира се в кв. „Сухата река“ на града. От построяването му през 1963 г. е използван от футболния и спортния клуб ПФК „Левски“ (София).

## История
Стадион „Георги Аспарухов“ е третият в историята стадион на футболен клуб ПФК „Левски“ София. В периода 1936 – 1949 отборът играе на собствен стадион, наречен игрище „Левски“ (намиращо се върху част от територията на днешния Национален стадион „Васил Левски“). След започването на строежа на новия национален стадион, отборът временно играе на стадион Юнак. През 1952 г. на отбора е отпуснато ново игрище в софийския квартал Иван Вазов (днешен Плувен комплекс „Спартак“).
След ново „спортно райониране“ на София, на ПФК „Левски“ София е отпуснат нов терен за строеж на стадион в кв. „Герена“ на V столичен район (днешен район Подуяне). През 1960 г. клубът официално започва строеж на третия си стадион. Проектът е дело на арх. Лазар Парашкеванов и се реализира в продължение на три години с пари, събирани от почитателите. Официално стадион „Левски“, популярен просто като „Герена“ (от тогавашното име на квартала, в който е построен), е открит на 10 март 1963 г. с шампионатния мач ПФК „Левски“ София – Спартак (Плевен), завършил при резултат 4:0. Стадионът е с тревист терен и има размери 110х80 m, около него има изградена лекоатлетическа писта, а на трибуните има пейки за 45 000 седящи места. Западната трибуна е покрита с козирка.
Тук ПФК „Левски“ София изиграва и първия си мач от Европейските клубни турнири – победата с 6:0 над шведския „Юргорден“ в 1/16 финал за Купата на европейските шампиони на 3 октомври 1965 г.
На 14 февруари 2017 г. на официалната интернет страница на клуба е обявен нов спонсорски договор за период от 6 години, който включва правата върху името на стадиона. Избран е компромисен вариант, съчетаващ търговското име на основния спонсор на клуба „Виваком“ (Българска телекомуникационна компания) – „Виваком Арена“, име, което дотогава е използвано за телевизионен канал на оператора, като се запазва и името на легендата на клуба Георги Аспарухов. За цялата продължителност на договора клубът ще получи 12 милиона лева.

## Реконструкции
Реконструкциите във или около стадиона започват през 1969 г. след обединението на спортните клубове Левски и Спартак (София). Тогава на територията около стадиона са изградени зали и съоръжения за други спортове – спортна и художествена гимнастика, бокс, вдигане на тежести, волейбол и др. Освен това спортният комплекс „Левски“ е оборудван и с четири тренировъчни терена с тревно покритие.
През 1986 година на стадиона е поставено светлинно табло, а около него са издигнати четири кули с електрическо осветление.
От 1990 година стадионът е прекръстен на името на легендарния футболист Георги Аспарухов, загинал трагично през 1971 г. при автомобилна катастрофа. Днес пред входа на западната трибуна на стадиона е издигнат паметник в негова чест.
В периода 1992 – 1998 г. стадионът е затворен за ремонт за привеждане на съоръжението според изискванията на УЕФА за провеждане на международни мачове. Отборът играе домакинските си мачове на Националния стадион. Поради финансови причини и тежката икономическа криза в България, за периода 1993 – 1997 година ремонтните работи са почти замразени. Промяната настъпва през 1998 година, когато е създаден фонд „Стадион Георги Аспарухов“ и хиляди привърженици даряват средства и се включват с доброволчески труд в ремонтните работи. Новоремонтираният стадион „Георги Аспарухов“ е открит на 5 май 1999 г. когато на него се провежда решаващият за титлата шампионатен мач на Левски срещу Литекс, който завършва 0:0. Размерите на терена за увеличени за сметка на премахването на лекоатлетическата писта. След поставянето на седалки с облекалки на трибуните, те вече побират 29 980 души.
Последната голяма реконструкция на стадиона започва на 21 юни 2006 г. когато е взривено старото информационно табло. На негово място е поставено ново в рамка с формата на буквата „Л“. Трибуните под него са премахнати и е отворен втори вход към пистата, което намалява капацитета на стадиона. В края на 2007 г. е подменено напълно тревното покритие на терена. Изградени са нови дренажни и отоплителни системи.
През пролетта 2011 година е направен ремонт на сектор Г на стадиона след като е вандализиран от гостуващи привърженици. През лятото на 2011 е осъществен ремонт на сектор Б.
През октомври 2012 година, изпълнителният директор на Левски Иво Тонев обявява планове за цялостна реконструкция на стадиона. Плановете са да бъде реализиране реконструкция на трибуните в три етапа – сектор А и Б до май 2014 г., сектор В – 2015 г., и сектор Г – 2017 г. Според плановете от стария стадион ще се запази единствено теренът и малка част от елементите на старите трибуни.
През февруари 2013 започва разрушаването на сектор А с взривяване на масивната козирка и бетонна конструкция. На 5 юли 2013 г. стартира строителството на трибуната с полагане на капсула на времето в основите ѝ. Секторът се очакваше да е готов да приема зрители в края на май 2014 г. за стогодишния юбилей на Левски. Капацитетът на новата централна трибуна ще бъде 6000 зрители, като тя ще включва съблекални за двата отбора и съдии, ВИП помещения, журналистическа ложа, помещения за телевизионни камери и др.
На 23 април 2016 г. е открит изцяло новият сектор А на стадион „Георги Аспарухов“. Лентата е срязана от сина на легендата Георги Аспарухов – Андрей. В същия ден се играе и мач между „Левски“ и „Лудогорец“, който завършва 0:0. Трибуната е с капацитет 6 хиляди места, струва 11,5 млн. лв. Актуалният капацитет към месец февруари 2017 г. е приблизително 22 000 места, разделени по сектори:
Сектор А – 5752 места; Сектор Б – 5898 места; Сектор В – 3888 места; Сектор Г – 2150 места.

## Технически данни
Техническа информация за стадион „Георги Аспарухов“:
- Капацитет: 18,000 седящи места
- Журналистическа ложа: 130 места
- Размери на терена: 105 m x 68 m
- Осветление: 1500 лукса